# 이진수 (1900년)
이진수(李鎭洙, 1900년 8월 7일 ~ 1968년 12월 9일)는 대한민국의 정치인 겸 기업가이다. 초대, 제2대 국회의원을 역임하였다.
본관은 전주 이씨(全州)이고 함경남도 이원 출생이다.

## 학력
- 함경남도 북청보통학교 졸업
- 경성 오성고등보통학교 졸업
- 니혼 대학교 전문부 공과전수과 졸업
- 니혼 대학교 상과경제학과 학사
- 교토 제국대학교 대학원 경제학과 경제학 석사
- 교토 제국대학교 대학원 상학과 상학석사
- 교토 제국대학교 대학원 측량공업학과 공학석사
- 교토 제국대학교 대학원 사회학과 사회과학 석사

## 약력
- 세화당제약 주식회사 대표취체역
- 세화산업 대표취체역
- 세화상사 대표취체역
- 세화토건주식회사 대표취체역
- 조선변리사협회 회장
- 한국민족대표자대회 대의원
- 총선거대책위원회 위원
- 재단법인 세화학원 이사장 겸 서울약학회 이사장
- 조선웅변회 부회장
- 고려대학교 전임교수
- 연희대학교 강사
- 국회문교후생,산업노동분과 위원

## 역대 선거 결과
|  | 26.23% |

|  | 0% |

|  | 38.55% |

|  | 21.13% |

|  | 12.80% |

|  | 3.44% |

## 참고 자료
- 《대한민국 의정총람》, 국회의원총람발간위원회, 1994년
- 이진수 - 대한민국헌정회